# Плазмохімія
Плазмохімія (рос. плазмохимия, англ. plasmachemistry, нім. Plasmachemie f) – галузь хімії, що вивчає низькотемпературну плазму та її використання. Постала у 60-х роках XX ст., коли в США, ФРН та СРСР були виконані і вивчені плазмохімічні процеси на прикладі піролізу метану та рідких вуглеводнів у струмені плазми.
Плазмохімічні процеси, які характеризуються високою продуктивністю, більш екологічно чистою технологією, можливістю реалізації цілеспрямованого синтезу матеріалів широко розповсюджуються в хімічній, металургійній та електронній промисловості. На основі плазмохімічних процесів можна одержувати ацетилен, етилен, технічний водень (піролізом вуглеводневої сировини), відновлювати оксиди та хлориди металів і металоїдів, одержувати тугоплавкі матеріали і тонкодисперсні порошки. Нерівноважну плазму використовують для нанесення тонких плівок і модифікації поверхні матеріалів. Досліджується можливість застосування низькотемпературної плазми для переробки срібла з відходів фото- та кіносправи, концентрату срібних руд. У плазмохімічних процесах можна використовувати важкоперероблювану іншими методами сировину з непостійним складом, відходи різних галузей промисловості.